# Wolf Messing

Wolf Messing

Wolf Grigoriewicz (Gierszkowicz) Messing, właśc. Srul Wolek Messing (ur. 10 września 1899 w Górze Kalwarii, zm. 8 listopada 1974 w Moskwie) – polski i radziecki jasnowidz żydowskiego pochodzenia o rzekomych zdolnościach telepatycznych.

## Życiorys
Urodził się 10 września 1899 w Górze Kalwarii w biednej rodzinie żydowskiej, jako Srul Wolek Messing, syn kupca Hersza Messinga i Malki z domu Stockiej. Dzieciństwo spędził w rozjazdach wędrownych cyrków po ziemiach polskich, podczas których regularnie brał udział w pokazach cyrkowych jako hipnotyzer. W 1921 powrócił do niepodległej Polski i służył w wojsku. Po wybuchu II wojny światowej znalazł się na terenie ZSRR (według siebie, uciekł tam przed Gestapo). Pozostał tam do końca życia, zyskując popularność, zarabiając na organizowaniu „występów psychologicznych”, prawdopodobnie mając poparcie władz. Dla podtrzymania zainteresowania, fabrykował na swój temat różne pogłoski i fakty z życiorysu oraz uchodził za naukowca – posługiwał się samorzutnie tytułem profesora. Po wybuchu wojny niemiecko-radzieckiej wyjechał do Nowosybirska, gdzie prowadził występy propagandowe, wieszcząc upadek III Rzeszy. Po wojnie mieszkał w Moskwie, kontynuując występy. Pod koniec życia napisał i wydał pamiętniki, lecz większość informacji zawartych w nich nie znalazło potwierdzeń w drodze badań archiwalnych. Zmarł w Moskwie, pochowany jest obok swej żony na Cmentarzu Wostriakowskim.
W latach 1943–44 Messing ufundował trzy samoloty myśliwskie, w tym  Jak-1b dla polskiego 1 Pułku Lotnictwa Myśliwskiego „Warszawa”, z napisem fundacyjnym: „Od polskiego patrioty prof. Wolf-Messinga polskiemu lotnikowi”.

## Messing w filmie
Na motywach z biografii W. Messinga niemiecki reżyser Leander Haußmann nakręcił w 2011 komedię Hotel Lux.